# PCHA 1917/18
Die Saison 1917/18 war die siebte reguläre Saison der Pacific Coast Hockey Association (PCHA). Meister wurden die Vancouver Millionaires.

## Teamänderungen
Folgende Änderungen wurden vor Beginn der Saison vorgenommen:
- Die Spokane Canaries stellten den Spielbetrieb ein.

## Modus
In der Regulären Saison absolvierten die drei Mannschaften jeweils 18 Spiele. Die beiden Erstplatzierten trafen anschließend in Hin- und Rückspiel um den Meistertitel aufeinander, wobei das bessere Torverhältnis aus beiden Spielen entscheidend war. Für einen Sieg erhielt jede Mannschaft zwei Punkte, bei einem Unentschieden einen Punkt und bei einer Niederlage null Punkte.

## Saisonverlauf
Aufgrund des Kriegseintritts Kanadas im Ersten Weltkrieg befürchtete die Liga zu wenige gute Spieler zur Verfügung zu haben, da einige Spieler der PCHA den kanadischen Streitkräften beigetreten waren. Da jedoch vor der Saison die Spokane Canaries aufgelöst wurden, gelang es dennoch, genug hochwertige Spieler für die übrigen drei Mannschaften zusammenzubekommen. Die Meisterschaft wurde schließlich erstmals in zwei Playoff-Spielen zwischen den beiden Erstplatzierten entschieden. Dort setzten sich die Vancouver Millionaires mit 3:2 Toren gegen den Vorjahresmeister Seattle Metropolitans durch, wobei Barney Stanley das Siegtor beim 1:0-Erfolg für Vancouver in Spiel 2 erzielte.

## Tabelle Reguläre Saison
Abkürzungen: GP = Spiele, W = Siege, L = Niederlagen, T = Unentschieden, GF = Erzielte Tore, GA = Gegentore, Pts = Punkte
|                        | GP | W  | L  | T | GF | GA | Pts |
| ---------------------- | -- | -- | -- | - | -- | -- | --- |
| Seattle Metropolitans  | 18 | 11 | 7  | 0 | 67 | 65 | 22  |
| Vancouver Millionaires | 18 | 9  | 9  | 0 | 70 | 60 | 18  |
| Portland Rosebuds      | 18 | 7  | 11 | 0 | 63 | 75 | 14  |

## Playoffs
- Seattle Metropolitans – Vancouver Millionaires 2:2/0:1

## Stanley Cup Challenge
Um den Stanley Cup traten die Vancouver Millionaires gegen die Toronto Arenas aus der neu gegründeten National Hockey League an, denen sie in einer Best-of-Five-Serie mit 2:3 Siegen unterlagen. Den entscheidenden Treffer beim 2:1-Sieg für Toronto in Spiel fünf hatte Corbett Denneny erzielt.